# Verdienstmedaille der Zivilverteidigung

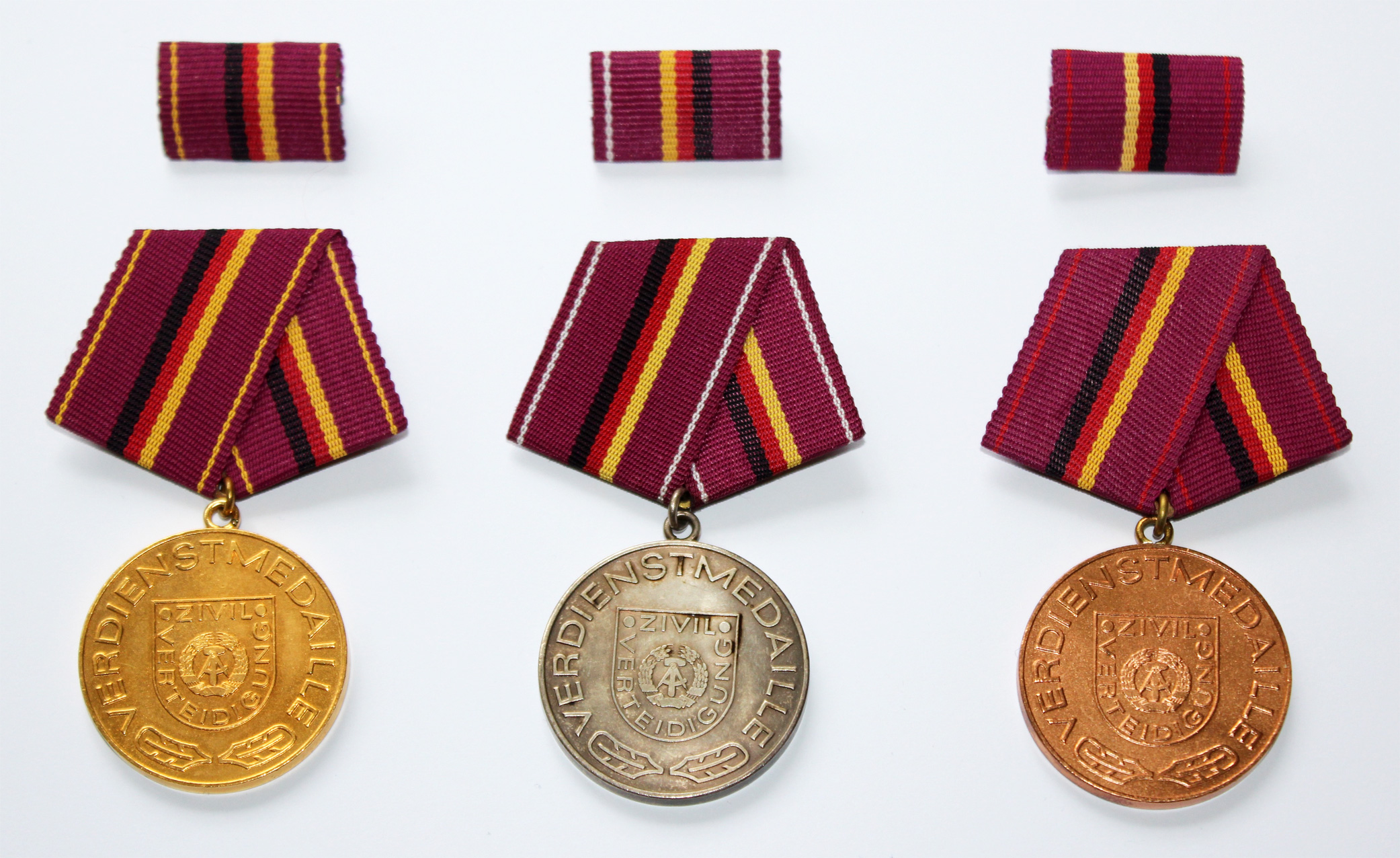
Verdienstmedaille der Zivilverteidigung der DDR in den Stufen Gold, Silber und Bronze, Avers

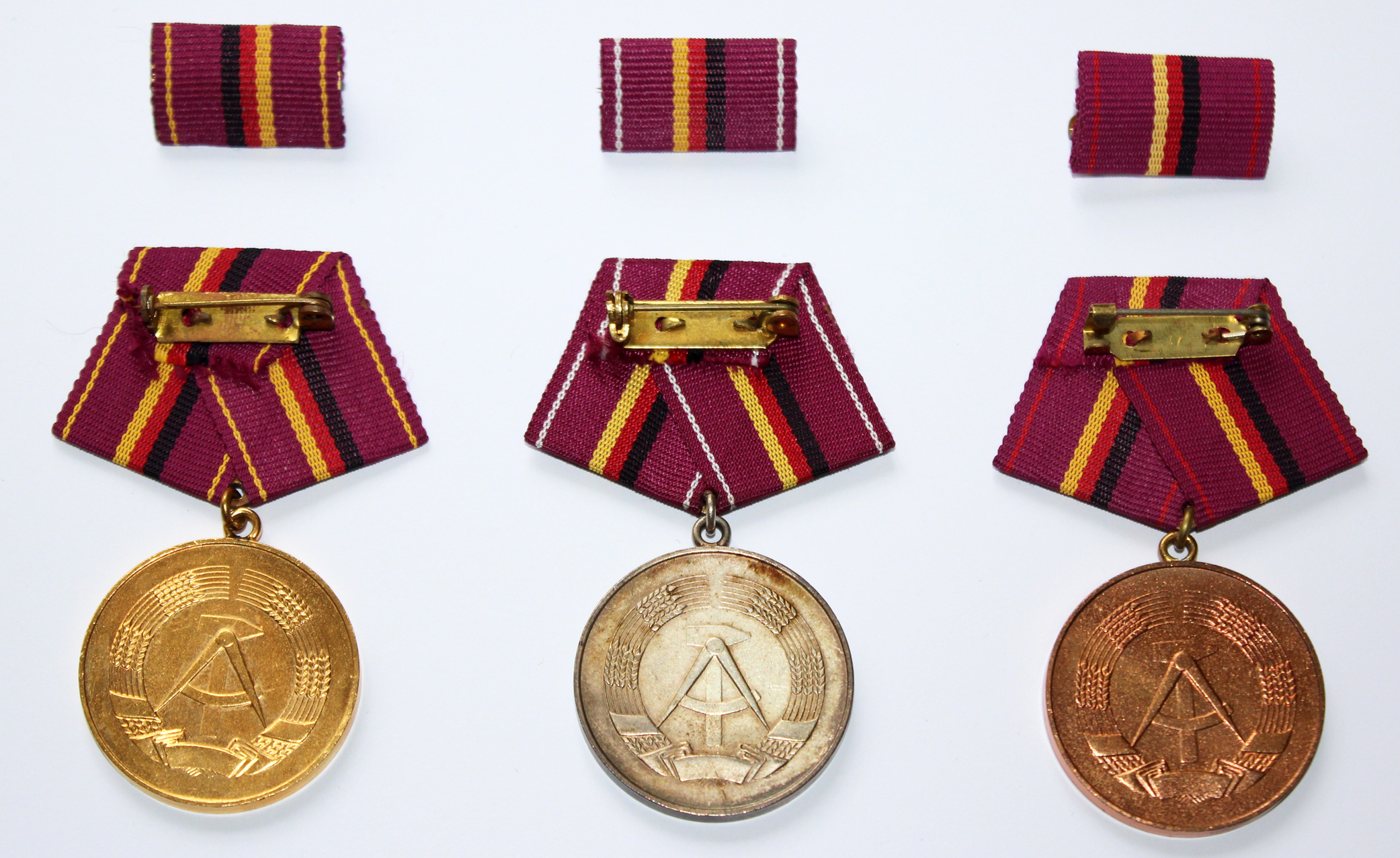
Revers

Die Verdienstmedaille der Zivilverteidigung war eine staatliche Auszeichnung  der Deutschen Demokratischen Republik (DDR), welche in Form einer tragbaren Medaille verliehen wurde.

## Geschichte
Die Medaille wurde am 16. September 1970 zunächst in den drei Stufen Bronze, Silber und Gold gestiftet. Ihre Verleihung erfolgte an Angehörige und Kollektive der Zivilverteidigung der DDR, aber auch an Bürger der DDR sowie an Personen ausländischer sozialistischer Bruderstaaten, Betriebe und Institutionen. Verleihungsvoraussetzung waren besondere Verdienste bei der Erhöhung der Einsatzbereitschaft, bei der Erziehung und Ausbildung und ferner für die Instandhaltung und Weiterentwicklung der technischen Ausrüstung der ZV. Ihre Verleihungsanzahl war anfangs jedoch begrenzt. So konnten bis 1977 jährlich nur 30 Goldene, 50 Silberne und 150 Bronzestufen verliehen werden, ab 1978 dann ohne Begrenzung.

## Aussehen und Tragweise
Die bronzene, versilberte oder vergoldete Medaille mit einem Durchmesser von 34 mm zeigt auf ihrem Avers mittig das Wappen der Zivilverteidigung, welches von der halbkreisförmigen Umschrift: VERDIENSTMEDAILLE umschlossen ist. Unter dem Wappen der ZV sind zwei Eichenlaubblätter mit den Enden zueinander zu sehen, die nach leicht oben gebogen den Anschluss bzw. das Ende der Umschrift bilden. Das Revers der Medaille zeigt dagegen mittig das große Staatswappen der DDR. Getragen wurde die Medaille an einer fünfeckigen pentagonalen 24 mm breiten malinoroten Spange, in dessen Mitte ein 6 mm breiter schwarz-rot-goldener Mittelstreifen eingewebt wurde. Um eine optische Unterscheidung der verliehenen Stufe zu unterstreichen, befinden sich auf dem Ordensband zusätzlich beidseitig je ein 0,8 mm breiter senkrechter Randstreifen, der 1,5 mm vom Saum entfernt steht und für die Bronzestufe rot, für die Silberstufe weiß und für die Goldstufe goldgelb ist. Die Interimsspange entspricht der gleichen Ausführung und wurde wie die Medaille an der linken oberen Brustseite in der höchsten verliehenen Stufe getragen.